# Bildnis Bella Potocka

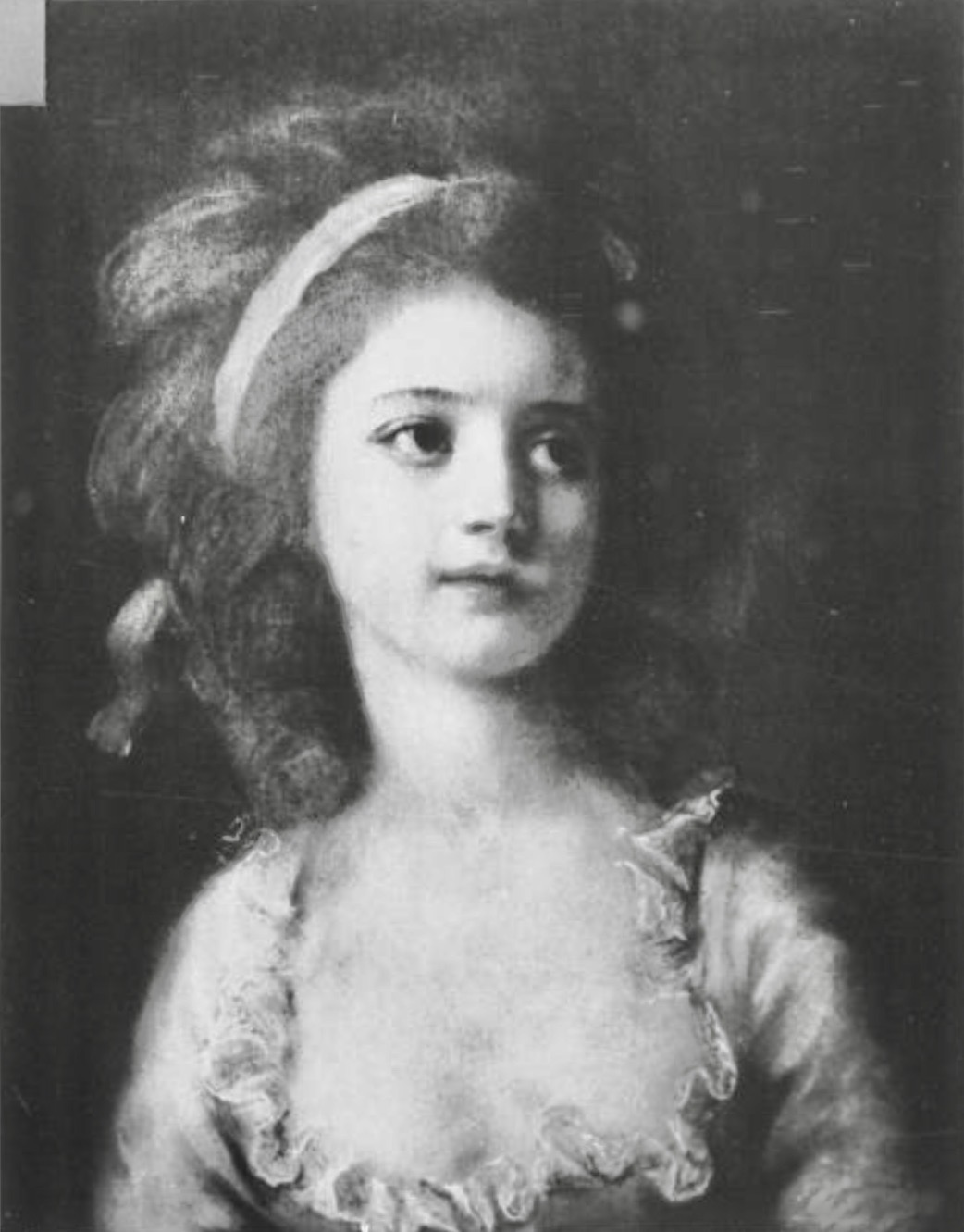
Bella Potocka, Pastell, ehemals Berlin.

Das Bildnis Bella Potocka, ein Porträt in Pastell, das bis in das 20. Jahrhundert immer wieder kopiert wurde, reihte Zofia Potocka (1760–1822) in den Kanon der sowohl schönsten als auch interessantesten Frauen des 18. und 19. Jahrhunderts ein. Das Werk, einst im Besitz des Kupferstichkabinetts in Berlin, genoss große Beachtung: So erwähnt der Reiseführer Berlin und die Berliner von 1905 alle Sehenswürdigkeiten Berlins, auch die wichtigsten, nur kurz mit sehr wenigen Details, das im Neuen Museum ausgestellte Pastellporträt der Zofia Potocka jedoch wird ausdrücklich genannt.
Wie viele Persönlichkeiten des öffentlichen Lebens, wurde auch Zofia Potocka mehrmals porträtiert. Zwei dieser überlieferten Porträts schuf Johann Baptist Lampi der Ältere. Mythologisch überhöht zeigen diese Zofia de Witte als „Siegreiche Venus“ und „Vestalin“. Neil Jeffares dokumentiert zudem, dass auch Jahre später Kopien eines besonders interessanten Porträts angefertigt wurden.
Dieses sie der Überlieferung nach darstellende Porträt könnte auch Apolline-Helene Potocka, geb. Massalska, Gattin von Wincenty Potocki zeigen. Gesichert ist jedoch, dass es ein über viele Jahrzehnte bis weit in das 20. Jahrhundert hinein wiederholtes Pastell ist, das wohl aus dem Nachlass des Prinzen Heinrich von Preußen in das Berliner Kupferstichkabinett kam und dort ausgestellt wurde. Noch 1940 wurde es – mit dem sicherlich tradierten Begriff – „Bella Potocka“ betitelt. Die öfter zu findende Zuschreibung dieses Werks an Salvatore Tonci ist nicht stichhaltig zu verifizieren, vielmehr ist es so, dass von Tonci kaum Werke zum Vergleich nachgewiesen sind und zudem biografische Daten gegen ihn als Autor sprechen.
Die faszinierende Schönheit, die in diesem in Komposition und Ikonografie ungewöhnlichen, weil schlichten Porträt reflektiert wurde, findet sich gespiegelt in der häufigen und immer wiederkehrenden Erwähnung der Porträtierten mit dem Hinweis auf ihre Schönheit. Nicht selten spielt dabei die Bezugnahme auf dieses Berliner Porträt eine Rolle, bis weit in das 20. Jahrhundert wurde dieses erwähnt, wenn die weibliche Schönheit thematisiert werden sollte. Die Anziehungskraft ging so weit, dass im Laufe der zweiten Hälfte des 19. Jahrhunderts unzählige Repliken, meist als Miniaturbildnis auf Elfenbein, für den europäischen Markt gefertigt wurden. Aber es entstanden auch zahlreiche Kopien in verschiedenen künstlerischen Techniken, oft vor dem Original, die auch heute noch weltweit immer wieder auf dem Kunstmarkt zu finden sind. Diese Aufnahme eines weiblichen Schönheitstypus in einen überzeitlichen Schönheitskanon teilt dieses Porträt mit der Schönheitengalerie Joseph Karl Stielers, den dieser für Ludwig II. von Bayern bis 1850 schuf. Auch diese Porträts wurden in der Technik der Miniaturmalerei kopiert und über viele Jahre auf breiter Front in den unterschiedlichsten Qualitätsstufen vermarktet.
Da das Originalporträt in Pastell nach dem Zweiten Weltkrieg als Kriegsverlust zu verzeichnen ist, ist die künstlerische Qualität und Autorenschaft nicht abschließend zu klären. Neil Jeffares als einer der Experten für Porträtmalerei in der Pastelltechnik des 18. Jahrhunderts hält Alexander Kucharski für einen der wahrscheinlicheren Schöpfer dieses Werkes. Die Komposition und der Verzicht auf jegliches ausschmückendes Dekorum deutet in diesem spätbarocken Porträt darauf hin, dass es schon zur Entstehungszeit ein recht avantgardistisches Zeugnis eines neuen Kunst- und Schönheitsverständnisses war. Stilistisch ist es nach Jeffares gut möglich, dass Alexander Kucharski die Autorenschaft zugesprochen werden kann, die künstlerische Technik kann allerdings nicht zur weiteren Verifizierung hinzugezogen werden, da der Verlust des Originals dieses unmöglich macht.
Die Schlichtheit in Komposition und Ikonografie spricht dafür, dass hier tatsächlich eine Frau porträtiert wurde, die nicht aus großem Hause stammte – das dafür erforderliche standesgemäße Dekorum in der Darstellung fehlt völlig. Es gibt auch keinerlei narrative Momente, die eine Ausdeutung dieses Pastell als Allegorie oder schlichte Ereignisdarstellung zuließe. Dieses belegt ein fast zeitgleiches spätbarockes Pastell von Adélaïde Labille-Guiard, L’heureuse surprise von 1779, das sich im verdeutlichenden Unterschied dazu eines narrativen Moments bedient. Der nach Jeffares „französische Stil“ des Pastells deutet auf eine Entstehung im französischen Kulturkreis hin, und da sowohl Zofia Potocka als auch Apolline-Hélène Massalska, später ja ebenfalls eine Potocka, zwischen 1780 und 1785 in Paris weilten und zudem so später den gleichen Titel „Comtessa“ und auch Nachnamen trugen, ist wegen der augenscheinlichen physischen Ähnlichkeit nach dem heutigen Forschungsstand wohl keine belastbare Entscheidung zu treffen, wen das hier thematisierte Pastell darstellt: Das Porträt der Apolline-Hélène Potocka Prinzessin Massalska von Adélaïde Labille-Guiard weist eine große Ähnlichkeit auf.

## Zuschreibungen
- Rosalba Carriera (1675–1757)
- Anton Graff (1736–1813)
- Antoine Vestier (1740–1824)
- Angelika Kauffmann (1741–1807)
- Alexander Kucharski (1741–1819)
- Umkreis von John Russell (1745–1806)
- Friedrich Tischbein (1750–1812)
- Élisabeth Vigée-Lebrun (1755–1842)
- Salvatore Tonci (1756–1844)
- Schröder (?)
- Deutsche Schule
- Englische Schule
- Französische Schule